# Alangalang
Alangalang est une municipalité des Philippines située dans la province de Leyte, sur l'île du même nom. Elle est complètement enclavée, sans accès à la mer.

## Subdivisions
Alangalang compte 54 districts (barangays).
- Aslum
- Astorga (Burabod)
- Bato
- Binongto-an
- Binotong
- Bobonon
- Borseth
- Buenavista
- Bugho
- Buri
- Cabadsan
- Calaasan
- Cambahanon
- Cambolao
- Canvertudes
- Capiz
- Cavite
- Cogon
- Dapdap
- Divisoria
- Ekiran
- Hinapolon (Baras)
- Hubang
- Hupit
- Langit
- Lingayon
- Lourdes
- Lukay
- Magsaysay
- Mudboron
- P. Barrantes
- Peñalosa
- Pepita
- Salvacion Poblacion
- San Antonio
- San Diego
- San Francisco East
- San Francisco West
- San Isidro
- San Pedro
- San Vicente
- Santiago
- Santo Niño
- Santol
- Tabangohay
- Tombo
- Veteranos
- Blumentritt
- Holy Child I
- Holy Child II
- Milagrosa
- San Antonio Pob.
- San Roque
- Salvacion